# Ambactos
 (septembre 2009).
Si vous disposez d'ouvrages ou d'articles de référence ou si vous connaissez des sites web de qualité traitant du thème abordé ici, merci de compléter l'article en donnant les références utiles à sa vérifiabilité et en les liant à la section « Notes et références ».
Ambactos est un terme gaulois signifiant « Celui qui est autour » « celui qui circule alentour » (*ambi-actos de *amb(i) 'autour, alentour' et *aĝ- 'aller, mener'). Il correspond à une forme de dépendance d'un homme originairement libre et donc armé, qui s'engage envers un personnage important et le suit notamment à la guerre,.
Ce terme a donné le français « ambassade », emprunt à l'occitan ambaissada, ambayssada par l'intermédiaire de l'italien ambasciata, issu du latin médiéval d'origine germanique ambactia (cf. allemand Amt). L'ancien français avait aussi ambassée, emba(s)sée, passé en anglais embassy.
Ses correspondants celtiques sont le gallois amaeth "cultivateur", par une spécialisation de sens, et le vieux breton ambaith, mentionné sur le cartulaire de Redon.

## Lesambactidans la société celte
César pensait que les Ambacti étaient la propriété d'une personne mais il n'en est rien même si, selon V. Krutas, ils se trouvaient dans une situation proche du servage. Proche seulement car l'ambactos était un guerrier, un homme armé et donc un homme libre.
En fait, ils abandonnaient à un personnage influent leur personnalité juridique contre une dette ou une rétribution. Le personnage devait les représenter sur toute affaire légale. En contrepartie, le guerrier ambactos devait l'accompagner à la guerre.
En temps de paix, l'ambactos vivait comme son « protecteur », c'est-à-dire grassement. En temps de guerre, si le personnage influent mourait, l'ambactos devait mourir lui aussi.
Chez les Gaulois, comme dans la plupart des sociétés antiques, il y avait des hommes libres et des esclaves. Les hommes libres eux-mêmes étaient répartis en trois catégories : La plèbe, misérable et sans aucun pouvoir politique, faisait partie de la clientèle de la noblesse et comprenanit des travailleurs manuels, dont la condition était comparable à celle des esclaves, et des hommes de guerre, les ambactes, qui entouraient les nobles au combat.

## Légendes monétaires
On retrouve le mot « ambacti » sur des pièces de monnaie des Médiomatriques et des Lexoviens, par exemple, sans que l'on puisse savoir s'il s'agit de la fonction ou d'un anthroponyme.

## Sources antiques
- Jules César, Commentaires sur la Guerre des Gaules [« Commentarii de Bello Gallico »], entre -57 et -51 [détail des éditions], p. VI, 15.
- Pausanias, Description de la Grèce [détail des éditions] [lire en ligne], Phocide, 10-12.
- Strabon, Géographie [détail des éditions] [lire en ligne] IV, 1.